# Vykopni
Vykopni (v originále KickOff) je britský hraný film z roku 2009, který režíroval Rikki Beadle Blair podle vlastního scénáře. Film popisuje jeden zápas v malé kopané, během kterého se každý z hráčů musí vyrovnávat se svými problémy. Film byl věnován britskému fotbalistovi Justinovi Fashanu. Snímek byl v ČR uveden v roce 2010 na filmovém festivalu Mezipatra.

## Děj
FC Platoon se skládá výhradně z gayů. Po dlouhé době je čeká víkendový zápas, kam se postupně sjíždějí i se svými nejbližšími. Kapitán Archer se svým 17letým přítelem Joeyem, Kingston a Marco, kteří tvoří pár, Floyd s Benjim, kterého potkal teprve den před tím, a 17letý Maddox, kterého se ujal starší Max. Archer vymýšlí strategii proti druhému klubu, která spočívá v tom, že nikdo nesmí poznat, že jsou klubem složeném výhradně z gay hráčů. To se hned zpočátku zkomplikuje tím, když Joye vyndá dresy, které jsou v růžové barvě. Přichází rozhodčí Elton, aby jim oznámil, že plánované družstvo Peckham Pandas dostalo hromadnou otravu z krabího salátu, takže namísto nich nastoupí Bethnal Reapers – kapitán Adam, jeho bratr Jensen, brankář Kane, svalovec Fitz a hezoun Danny, kterého doprovází jeho přítelkyně Alexandria. Adam spoluhráče nabádá, aby hráli slušně, protože už měli v minulých zápasech problémy. Rozhodčí Elton je z celé situace nervózní, protože je to jeho úplně první zápas, a proto často konzultuje svá rozhodnutí s otcem po telefonu. Začátek zápasu vede FC Platoon, ovšem hra je narušována fauly urážkami. Kingston dokonce dostane žlutou kartu, za homofobní narážku na Dannyho. Další nehody ale na sebe nenechají dlouho čekat. Jensen má problémy s drogami, na hřiště přichází Donna, Marcova kamarádka, která měla sex s jeho přítelem Kingstonem. Dále přijde bývalá Adamova přítelkyně s jejich malým synem, o kterého Adam nejeví zájem. Fitz zná Benjiho, který ho na základní škole šikanoval. Kane se nemůže soustředit na hru, obzvláště ke konci zápasu, když se u hřiště objeví policie. Nakonec musí před policií utéct. Zápas i přes penalty dopadne nerozhodně. Hráči se usmíří a dohodnou odvetný zápas na příští týden.

## Obsazení
| Duncan MacInnes    | Elton      |
| Ian Sharp          | Archer     |
| Kyle Treslove      | Joey       |
| Ludvig Bonin       | Kingston   |
| Craig Storrod      | Marco      |
| Nathan Clough      | Floyd      |
| Alexis Gregory     | Benji      |
| Stephen Hoo        | Maddox     |
| Rikki Beadle Blair | Max        |
| Jai Rajani         | Kane       |
| Jason Maza         | Adam       |
| Jay Brown          | Fitz       |
| Sasha Frost        | Alexandria |
| Michael Lindall    | Danny      |
| Jack Shalloo       | Jensen     |